# Miguel Querol Gavalda
Miguel Querol Gavaldá (Ulldecona, Tarragona, 22 de abril de 1912 - Vinaroz, Castellón, 26 de agosto de 2002) fue un músico humanista, compositor, musicólogo, poeta y estudioso de la Estética Española.

## Biografía
Estudió teología, filosofía y música en el Monasterio de Montserrat entre 1926 y 1936. Estudió contrapunto y composición con Juan Lamote de Grignón en Barcelona, completando su formación en las universidades de Zaragoza, Barcelona y Madrid, en la que en 1948 se doctoró.
Fue también investigador del Consejo Superior de Investigaciones Científicas, donde publicó cuatro volúmenes de la colección Cancioneros Musicales de Poetas del Siglo de Oro, y ejerció como secretario primero y director después (1969-1982) del Instituto Español de Musicología. Profesor de historia de la música de la Universidad de Barcelona entre 1957 y 1970, en 1959 ingresó en la Real Academia de Bellas Artes de San Fernando y en 1986 recibió el Premio Nacional de Música. También fue nombrado doctor honoris causa por la Universidad de Granada el 14 de abril de 1994.
Además de componer (aunque sin publicar en su mayor parte) y arreglar piezas musicales escribió ensayos como La música vocal de Juan Cabanilles, Cervantes y la música o El cancionero musical de Olot. También completó y dirigió la impresión del Diccionario de la música Labor (1954) y fue autor de una importante obra de historiografía estética española: La Escuela Estética Catalana contemporánea (Madrid, CSIC, 1953).
Gran parte del fondo personal de Miquel Querol se conserva en la Biblioteca de Cataluña.